# 马瑟·布朗
马瑟·布朗（受洗于 1761年10月11日－1831年5月25日），是一位肖像画和历史画画家, 出生于马萨诸塞州波士顿, 活跃于英格兰.
布朗是葛温与伊丽莎白·拜尔斯·布朗的儿子，牧师因克瑞斯·马瑟（母亲一方的先辈）的后代。他小时候跟从姑姑学习，1773年前后成为吉尔伯特·斯图尔特的学生。1781年他远赴伦敦，去本杰明·韦斯特的工作室深造。1782年进入英国皇家艺术研究院，打算成为一名小型画家，并于一年后开始展览。
1784年，他为河岸街圣母教堂创作了两幅宗教画，因此与画家丹尼尔·奥尔姆建立合作关系，通过展览和复制版画的销售来推销作品。在这些作品中，有一些关于英国历史和莎士比亚戏剧场景的大幅画作。场景绘画销售雖然成功，但他却转向了肖像画。最初的成果是針对美国人物的描绘，最著名的是他的赞助人约翰·亚当斯及其家人的肖像（1784至85年），这幅画作现存于波士顿图书馆。1786年春，他开始为访问伦敦的托马斯·杰斐逊作畫，该肖像最早为人所知。同年他画了查尔斯·布尔芬奇肖像。1798年他被选为美国人文与科学院外国荣誉会员。
1788年他为弗雷德里克王子（约克和奥尔巴尼公爵）所畫的身着冷溪卫队上校军服的全身像，使他成为王子的指定历史与肖像画家。其他画作包括威尔士王子像、乔治四世像（约1789年）、夏洛特皇后像、康沃利斯像等。其自画像现属于马萨诸塞州伍斯特的美国古文物研究协会。
因为1790年代中期赞助的减少，及皇家艺术研究院的落选，他於1808年离开伦敦，前往巴斯、布里斯托、利物浦，其後定居曼彻斯特，将近20年后的1824年才重返伦敦。即便在他的老师韦斯特死后，他仍模仿他的风格。布朗无法获得订單和赞助，最终于伦敦潦倒去世。

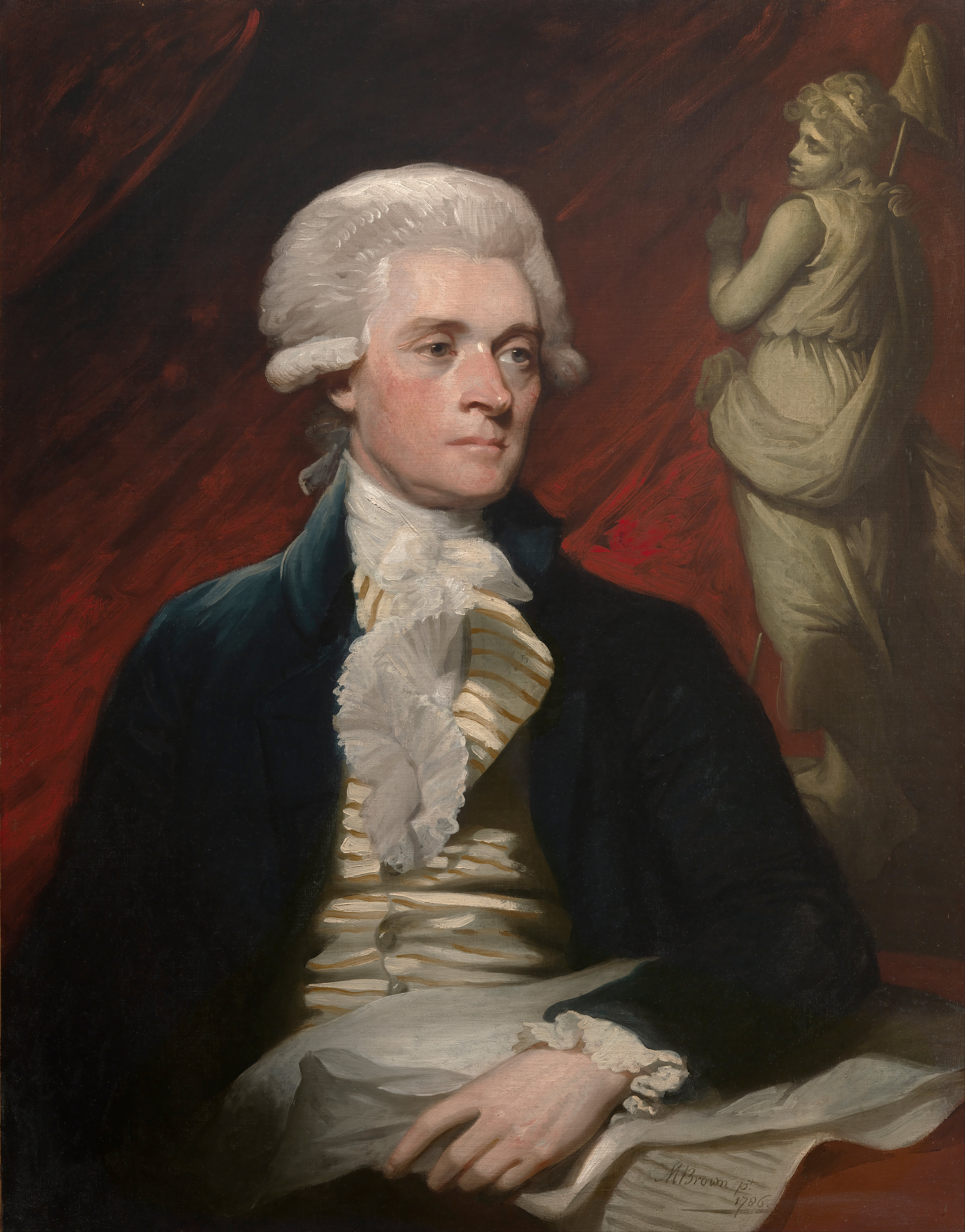
托马斯·杰斐逊肖像，作于伦敦，1786年
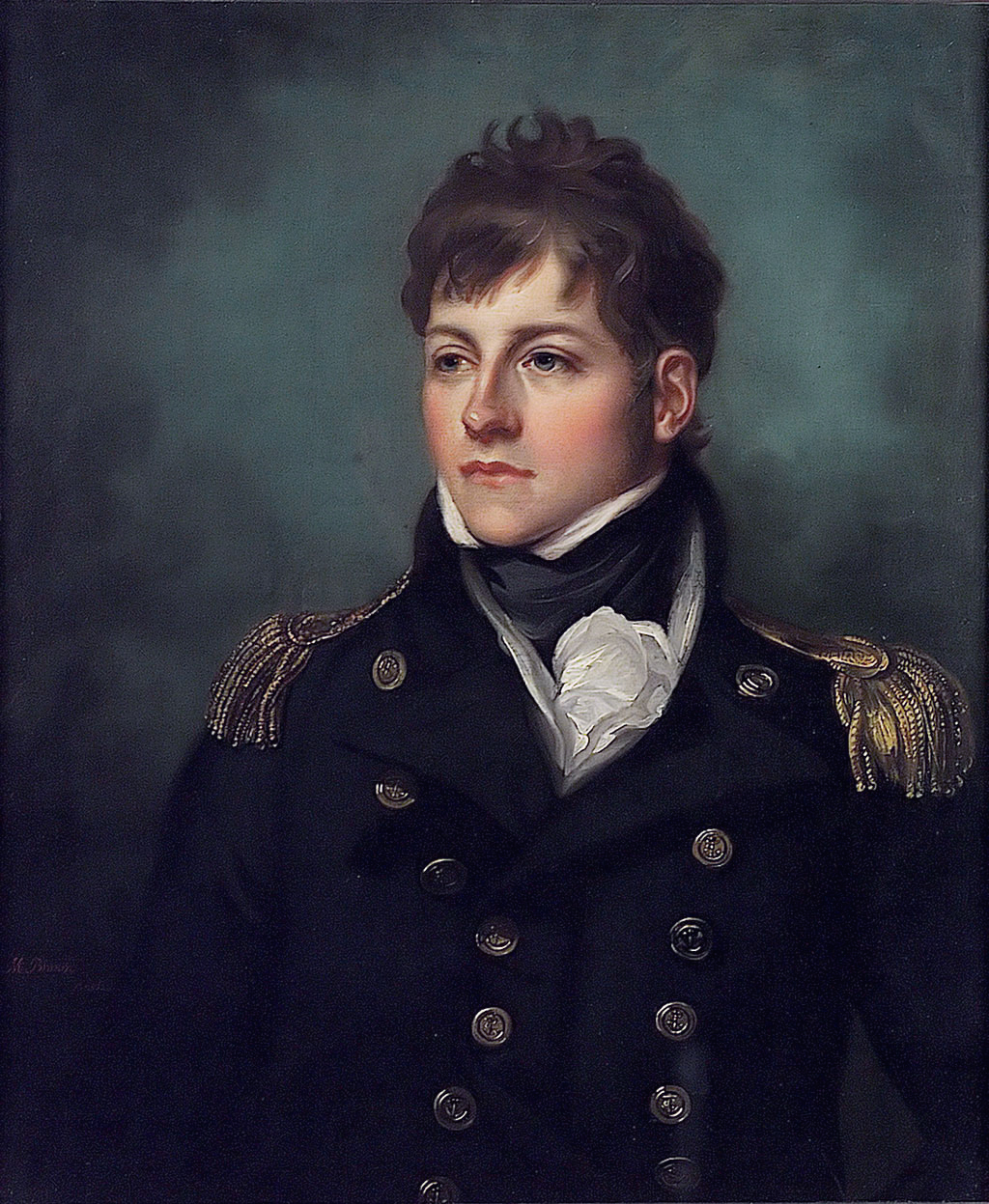
乔治·米勒·布莱肖像，马瑟·布朗作
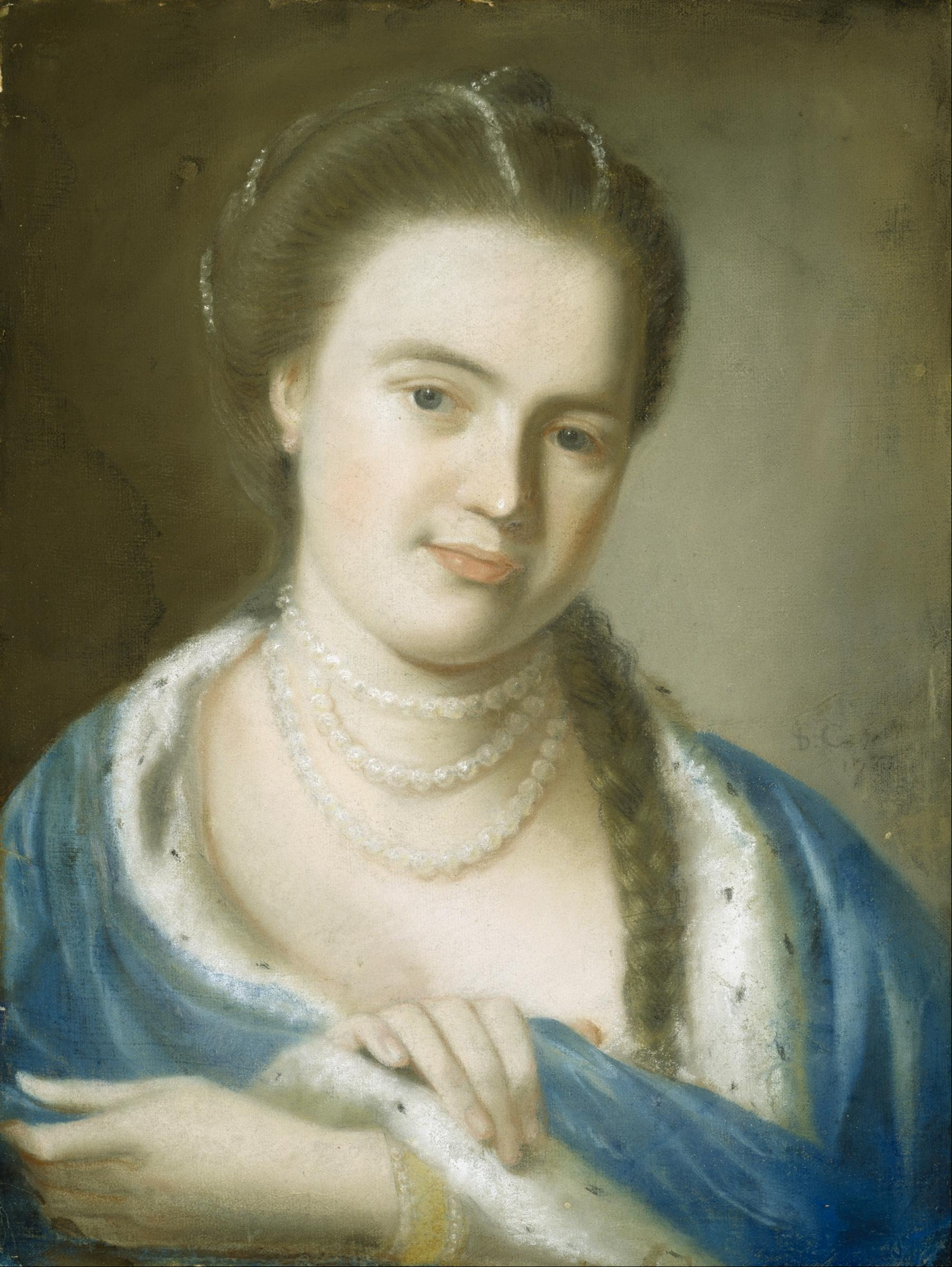
伊丽莎白·拜尔斯·布朗肖像（马瑟·布朗的母亲），约翰·辛格顿·科普利作于1763年